# ریوکاکوسان
ریوکاکوسان (انگلیسی: Ryukakusan) شرکت داروسازی ژاپنی است، که در سال ۱۸۷۱ تأسیس شد.